# Лятково (Іновроцлавський повіт)
Лятково (пол. Latkowo, нім. Sommerfeld) — село в Польщі, у гміні Іновроцлав Іновроцлавського повіту Куявсько-Поморського воєводства.
Населення — 180 осіб (2011).
У 1975-1998 роках село належало до Бидгощського воєводства.

## Демографія
Демографічна структура станом на 31 березня 2011 року:
|          | Загалом | Допрацездатний вік | Працездатний вік | Постпрацездатний вік |
| -------- | ------- | ------------------ | ---------------- | -------------------- |
| Чоловіки | 91      | 28                 | 55               | 8                    |
| Жінки    | 89      | 17                 | 57               | 15                   |
| Разом    | 180     | 45                 | 112              | 23                   |